# دریجان
دریجان، روستایی در دهستان دریجان بخش مرکزی شهرستان بم در استان کرمان ایران است. این روستا، مرکز دهستان دریجان است.

## جمعیت
بر پایه سرشماری عمومی نفوس و مسکن در سال ۱۳۹۵، جمعیت این روستا برابر با ۷۸۷ نفر (۲۸۳ خانوار) بوده‌است.